# Залуччя (Новгородська область)
Залуччя (рос. Залучье) — село в Старорусському районі Новгородської області Російської Федерації.
Населення становить 553 особи. Входить до складу муніципального утворення Залуцьке сільське поселення.

## Історія
Від 2004 року входить до складу муніципального утворення Залуцьке сільське поселення.

## Населення
| 1959 | 2010 |
| ---- | ---- |
| 1014 | ↘553 |